# محمدعلی طالبی

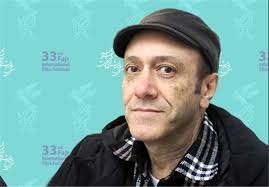
محمد علی طالبی در هشتمین جشنواره بین المللی فیلم کودک و نوجوان اصفهان

محمدعلی طالبی (زاده یکم آذر ۱۳۳۷ در تهران) کارگردان فیلم و فیلم‌نامه‌نویس ایرانی است. او بیشتر به‌خاطر ساخت فیلم در ژانر کودک و نوجوان شناخته می‌شود.
فیلم‌های محمدعلی طالبی نگاهی شاعرانه، انسانی و عاطفی به زندگی کودکان و نوجوانان دارد و به نقد چالش‌های اجتماعی و تربیتی در این زمینه می‌پردازند.

## زندگی حرفه‌ای

### آغاز به کار
محمدعلی طالبی دانش‌آموختهٔ سینما از دانشکده سینما و تئاتر دانشگاه هنر دانشگاه تهران است و کار هنری را از سال ۱۳۵۶ (خورشیدی) به عنوان دستیاری کارگردان در تلویزیون و کارگردانی فیلم‌های مستند آغاز کرد.

### ساخته‌ها در ایران
سریال تلویزیونی گل پامچال با بازی فاطمه معتمدآریا، داوود رشیدی و ستاره جعفری در سال ۱۳۷۰ (خورشیدی) همچنین فیلم سینمایی عروسکی شهر موش‌ها (۱۳۶۴) و فیلم سینمایی دیوار (۱۳۸۸) (برنده بهترین فیلمبرداری از جشنواره فیلم فجر و کاندیدای ۵ جایزه از جمله بهترین کارگردانی در این جشنواره) از ساخته‌های طالبی هستند.

## جشنواره‌ها و جوایز بین‌المللی
فیلم‌های او در جشنواره‌های جهانی چون جشنواره برلین، جشنواره کن جونیور، جشنواره بین‌المللی فیلم شیکاگو، جشنواره فیلم ساندنس، جشنواره فیلم نیویورک، جشنواره بین‌المللی فیلم مونترآل، جشنواره بین‌المللی فیلم تورنتو، جشنواره بین‌المللی فیلم توکیو، جشنواره تائورمینا ایتالیا، جشنواره فیلم سیدنی، جشنواره فیلم یونان،سینه کید هلند، جشنواره بین‌المللی فیلم مستند آمستردام و جشنواره فیلم لندن حضور داشته‌اند.
فیلم چکمه محمدعلی طالبی برنده جایزه گلدن گیت از سی و هفتمین دوره جشنواره بین‌المللی فیلم سان‌فرانسیسکو و جایزه تماشاگران جشنواره بین‌المللی فیلم وین و جایزه فیل طلای جشنواره هندوستان شده‌است.
فیلم باد و مه در ۶۱امین جشنواره بین‌المللی فیلم برلین سال ۲۰۱۱ برنده جایزه سینمای عدالت و همبستگی CINEMA fairbindet شد.
فیلم تیک تاک برنده بهترین فیلم دوازدهمین دوره جشنواره کودکان و نوجوانان شیکاگو و همچنین جایزه فیل نقره بهترین کارگردانی از جشنواره هندوستان شد.
فیلم تو آزادی موفق به دریافت پلاک بهترین فیلم از مرکز بین‌المللی فیلم‌های کودکان و نوجوانان و ۲ جایزه زیتون طلای جشنواره المپیای یونان شد.
فیلم علفزار ساخته دیگر طالبی در سال ۲۰۱۱ برنده فیل طلای بهترین فیلم از جشنواره کودکان هند شد.
دیگر فیلم‌های طالبی همچون کیسه برنج، بید و باد و تو آزادی موفق به دریافت جوایز بین‌المللی زیادی از جشنواره‌های کودکان و نوجوانان ایران، اتریش، رَن فرانسه، فرانکفورت، المپیای یونان، هندوستان، بانکوک، ماردل پلاتا آرژانتین، و زلین چک شده‌اند.
همچنین طالبی نشان سفیران آسا از جشنواره UNOCHA - FUTURE CINEAST ASSOC را دریافت کرده‌است.
جشنواره فیلم مونیخ در بیست و یکمین دوره در سال ۲۰۰۳، ۵ فیلم از طالبی را در برنامه بزرگداشت خود به نمایش درآورد.
فیلم تیک تاک برنده دو سیمرغ بلورین جایزه ویژه هیئت داوران و بهترین فیلمنامه از جشنواره فیلم فجر شده و همه ساخته‌های سینمایی محمدعلی طالبی در حدود ۱۵ پروانه زرین در سال‌های مختلف جشنواره بین‌المللی فیلم‌های کودکان و نوجوانان را کسب کرده‌اند.

## خروج از ایران
محمدعلی طالبی به دلیل شرایط سخت فیلم‌سازی از ایران کوچ کرد.

## خیزش ۱۴۰۱
در ۱۸ آذر ۱۴۰۱ محمدعلی طالبی در اعتراض به اعدام محسن شکاری با طناب دار به گردن در جشنواره فیلم حقوق بشر وین شرکت کرد. او دربارهٔ سینماگران بازداشتی در ایران توضیح داد و از جامعه جهانی خواست تا در رساندن صدای ایرانیان معترض در خیزش ۱۴۰۱ ایران به جهانیان کمک کنند.

## فیلم‌شناسی

### فیلم
- تارا (۱۳۹۸) پخش شده از بی‌بی‌سی فارسی
- جای خالی دوست (۱۳۹۷) (مستند)[۵]
- ویولونیست (۱۳۹۵)
- پایان رؤیاها (۱۳۹۵)
- قول (۱۳۹۳)
- علفزار (۱۳۸۹)[۶]
- باد و مه (۱۳۸۹)
- دیوار (۱۳۸۶)
- ماه شب چهارده (۱۳۸۵)
- سرخی سیب کال (۱۳۸۴)
- تو آزادی (۱۳۷۹)
- بید و باد (۱۳۷۷)
- کیسه برنج (۱۳۷۵)
- تیک تاک (۱۳۷۱)
- چکمه (۱۳۷۱)
- برهوت (۱۳۶۷)
- خط پایان (۱۳۶۴)
- شهر موشها (۱۳۶۴)

### مجموعه تلویزیونی
- گل پامچال (۱۳۷۰)

### فیلم تلویزیونی
- دیگر تنها نیستم (۱۳۸۹)
- یک روز سرد (۱۳۹۲)

## جایزه‌ها
- جایزه فیل طلایی جشنواره فیلم بانکوک برای بید و باد -
- جایزه گلدن گیت برای بهترین فیلم از ۳۷ امین جشنواره بین‌المللی فیلم سان‌فرانسیسکو برای فیلم چکمه ۱۹۹۴
- جایزه پروانه زرین بهترین فیلم نیمه بلند برای فیلم چکمه در جشنواره کودک و نوجوان اصفهان ۱۹۹۲
- جایزه پروانه زرین بهترین بازیگر نوجوان برای فیلم چکمه در جشنواره کودک و نوجوان اصفهان ۱۹۹
- جایزه C.I.F.E.J. - بزرگداشت ویژه جشنواره فیلم‌های کودکان و نوجوانان لوکاس برای فیلم تو آزادی - ۲۰۰۲[۷]
- برنده جایزه سیمرغ بلورین بهترین فیلمنامه از جشنواره فیلم فجر برای فیلم تیک تاک در سال ۱۳۷۲
- برنده جایزه ویژه هیئت داوران بهترین کارگردانی از جشنواره فیلم فجر برای فیلم تیک تاک در سال ۱۳۷۲
- برنده جایزه فیل نقره ای بهترین کارگردانی از هشتمین دوره جشنواره بین‌المللی فیلم کودکان هند برای فیلم چکمه در سال ۱۳۷۲
- برنده جایزه بهترین فیلم مخاطبین در جشنواره فوکواوکا ژاپن برای فیلم ویولونیست در سال ۱۳۹۶
- تندیس بهترین فیلم بلند آسیایی به «جای خالی دوست» سی و هفتمین جشنواره جهانی فیلم فجر در سال ۱۳۹۸